# Lacourt-Saint-Pierre
Pour les articles homonymes, voir Lacourt (homonymie) et Saint-Pierre.
Lacourt-Saint-Pierre, connu sous la Révolution sous le nom de Lacourt, est une commune française située dans le centre du département de Tarn-et-Garonne, en région Occitanie.
Sur le plan historique et culturel, la commune est dans le Pays Montalbanais, correspondant à la partie méridionale du Quercy.
Exposée à un climat océanique altéré, elle est drainée par le canal de Montech, le ruisseau de Larone et par divers autres petits cours d'eau. La commune possède un patrimoine naturel remarquable composé de deux zones naturelles d'intérêt écologique, faunistique et floristique.
Lacourt-Saint-Pierre est une commune rurale qui compte 1 265 habitants en 2022, après avoir connu une forte hausse de la population depuis 1968. Elle est dans l'agglomération de Montauban et fait partie de l'aire d'attraction de Montauban. Ses habitants sont appelés les Lacourtois ou  Lacourtoises.

## Géographie

### Localisation
Commune de l'aire d'attraction de Montauban située dans son unité urbaine, à 8 km au sud-ouest de Montauban entre Montech et Montauban.

### Communes limitrophes
Lacourt-Saint-Pierre est limitrophe de cinq autres communes.
Les communes limitrophes sont  Bressols, Escatalens, Montauban, Montbeton et Montech.
| Escatalens | Montbeton            |           |
|            | Lacourt-Saint-Pierre | Montauban |
| Montech    |                      | Bressols  |

### Géologie et relief
La superficie de la commune est de 1 477 hectares ; son altitude varie de 81  à   111 mètres.

### Hydrographie

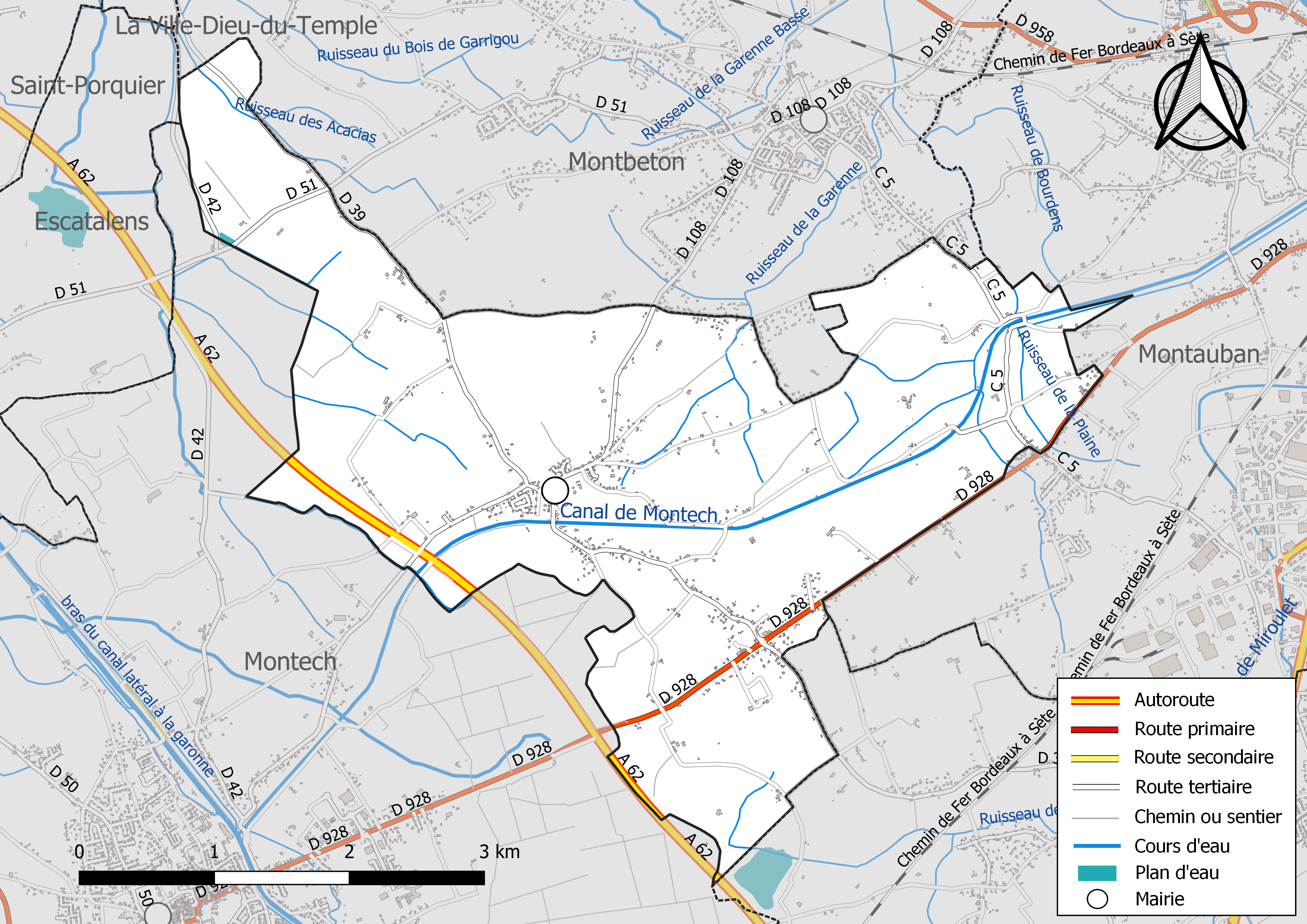
Réseaux hydrographique et routier de Lacourt-Saint-Pierre.

La commune est dans le bassin versant de la Garonne, au sein du bassin hydrographique Adour-Garonne. Elle est drainée par le canal de Montech, le ruisseau de Larone, le ruisseau de la Garenne, le ruisseau de la Loube, le ruisseau de la Plaine, le ruisseau de Perséguet, le ruisseau des Acacias et par divers petits cours d'eau, constituant un réseau hydrographique de 20 km de longueur totale,.
Le canal de Montech, d'une longueur totale de 10,9 km, prend sa source dans la commune de Montech et s'écoule du sud-ouest vers le nord-ouest. Il traverse la commune et se jette dans le Tarn à Montauban, après avoir traversé 3 communes.
Le ruisseau de Larone, d'une longueur totale de 23,6 km, prend sa source dans la commune de Montech et s'écoule du sud-est vers le nord-ouest. Il traverse la commune et se jette dans le Tarn à Castelsarrasin, après avoir traversé 8 communes.

### Climat
Pour des articles plus généraux, voir Climat de l'Occitanie et Climat de Tarn-et-Garonne.
En 2010, le climat de la commune est de type climat du Bassin du Sud-Ouest, selon une étude du Centre national de la recherche scientifique s'appuyant sur une série de données couvrant la période 1971-2000. En 2020, Météo-France publie une typologie des climats de la France métropolitaine dans laquelle la commune est exposée à un climat océanique altéré et est dans la région climatique Aquitaine, Gascogne, caractérisée par une pluviométrie abondante au printemps, modérée en automne, un faible ensoleillement au printemps, un été chaud (19,5 °C), des vents faibles, des brouillards fréquents en automne et en hiver et des orages fréquents en été (15 à 20 jours).
Pour la période 1971-2000, la température annuelle moyenne est de 13,5 °C, avec une amplitude thermique annuelle de 15,4 °C. Le cumul annuel moyen de précipitations est de 722 mm, avec 9 jours de précipitations en janvier et 5,7 jours en juillet. Pour la période 1991-2020, la température moyenne annuelle observée sur la station météorologique de Météo-France la plus proche, « Montauban », sur la commune de Montauban à 8 km à vol d'oiseau, est de 13,9 °C et le cumul annuel moyen de précipitations est de 710,2 mm. 
La température maximale relevée sur cette station est de 42,6 °C, atteinte le 24 août 2023 ; la température minimale est de −20 °C, atteinte le 16 janvier 1985,,.
Les paramètres climatiques de la commune ont été estimés pour le milieu du siècle (2041-2070) selon différents scénarios d'émission de gaz à effet de serre à partir des nouvelles projections climatiques de référence DRIAS-2020. Ils sont consultables sur un site dédié publié par Météo-France en novembre 2022.

### Milieux naturels et biodiversité

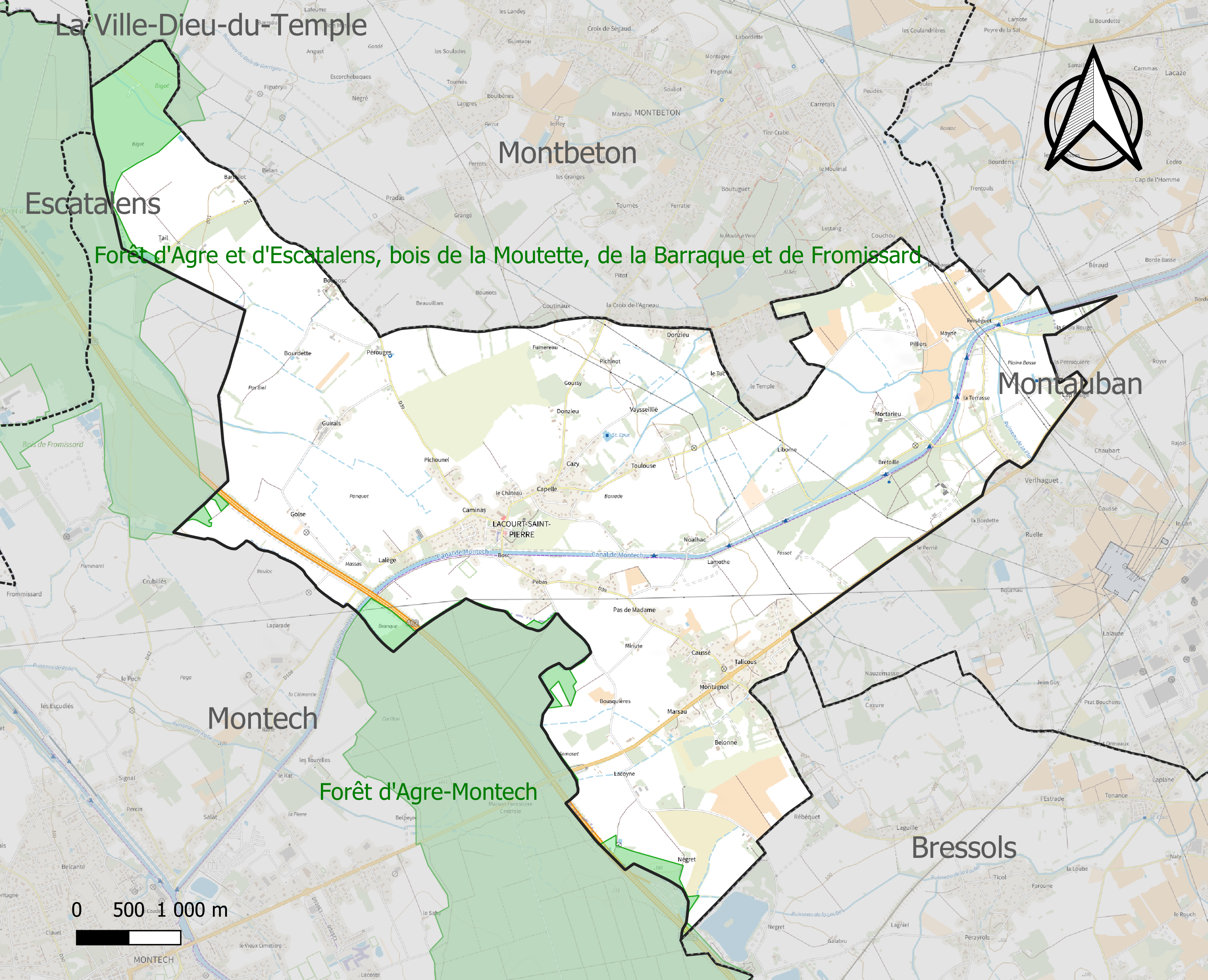
Carte des ZNIEFF de type 1 localisées sur la commune.

L’inventaire des zones naturelles d'intérêt écologique, faunistique et floristique (ZNIEFF) a pour objectif de réaliser une couverture des zones les plus intéressantes sur le plan écologique, essentiellement dans la perspective d’améliorer la connaissance du patrimoine naturel national et de fournir aux différents décideurs un outil d’aide à la prise en compte de l’environnement dans l’aménagement du territoire.
Deux ZNIEFF de type 1 sont recensées sur la commune :
la « forêt d'Agre et d'Escatalens, bois de la Moutette, de la Barraque et de Fromissard » (671 ha), couvrant 6 communes du département, et 
la « forêt d'Agre-Montech » (1 561 ha), couvrant 4 communes du département.

## Urbanisme

### Typologie
Au 1er janvier 2024, Lacourt-Saint-Pierre est catégorisée commune rurale à habitat dispersé, selon la nouvelle grille communale de densité à sept niveaux définie par l'Insee en 2022.
Elle appartient à l'unité urbaine de Montauban, une agglomération intra-départementale regroupant neuf  communes, dont elle est une commune de la banlieue,,. Par ailleurs la commune fait partie de l'aire d'attraction de Montauban, dont elle est une commune de la couronne,. Cette aire, qui regroupe 50 communes, est catégorisée dans les aires de 50 000 à moins de 200 000 habitants,.

### Occupation des sols
L'occupation des sols de la commune, telle qu'elle ressort de la base de données européenne d’occupation biophysique des sols Corine Land Cover (CLC), est marquée par l'importance des territoires agricoles (89,1 % en 2018), en augmentation par rapport à 1990 (88,1 %). La répartition détaillée en 2018 est la suivante : 
terres arables (47,9 %), zones agricoles hétérogènes (41,3 %), forêts (8,6 %), mines, décharges et chantiers (1,7 %), zones urbanisées (0,4 %), espaces verts artificialisés, non agricoles (0,2 %). L'évolution de l’occupation des sols de la commune et de ses infrastructures peut être observée sur les différentes représentations cartographiques du territoire : la carte de Cassini (XVIIIe siècle), la carte d'état-major (1820-1866) et les cartes ou photos aériennes de l'IGN pour la période actuelle (1950 à aujourd'hui).

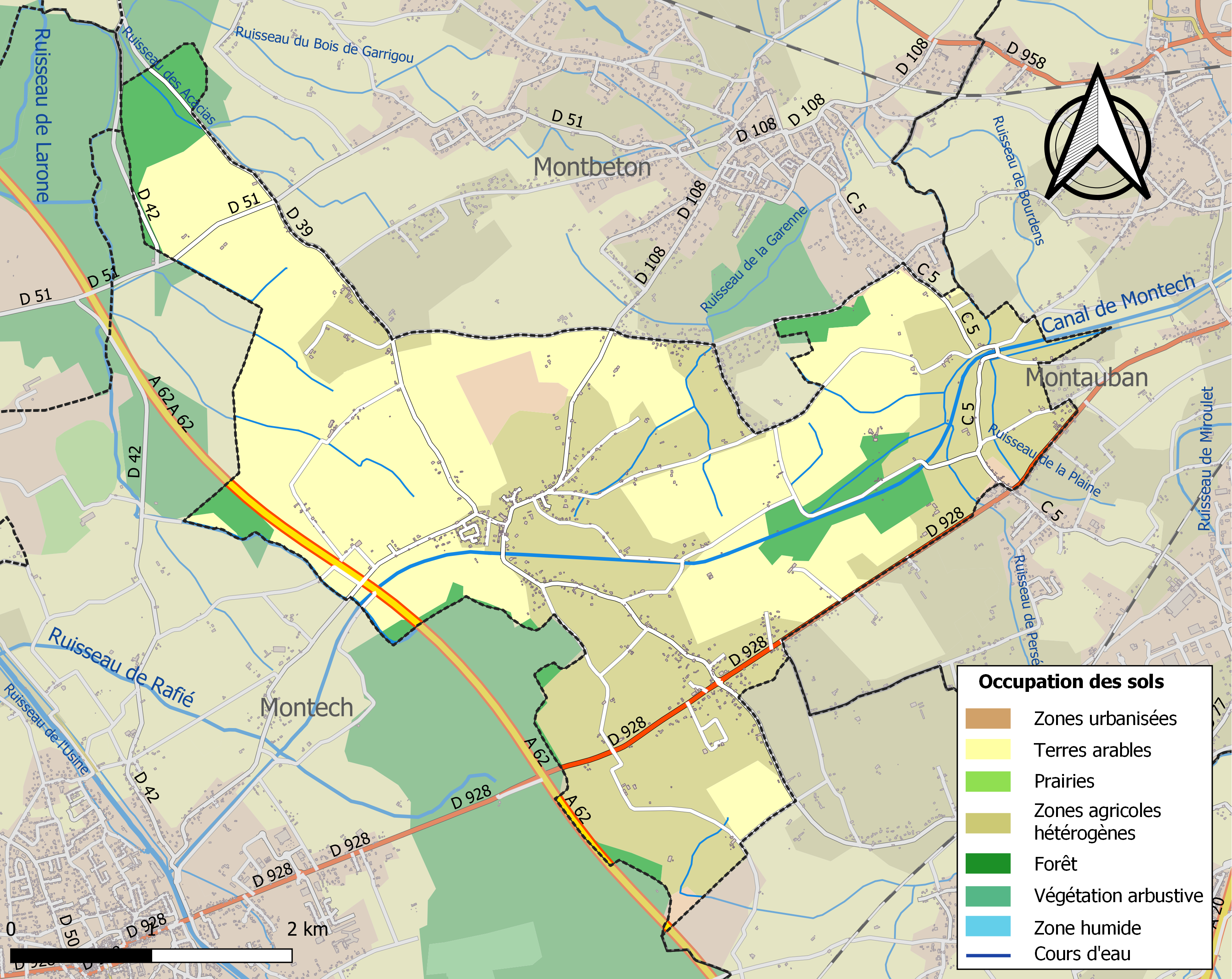
Carte des infrastructures et de l'occupation des sols de la commune en 2018 (CLC).

### Voies de communication et transports
La commune est desservie par les lignes 22 et 26 du réseau TM péri-urbain, ainsi que par le TAD Zone 2.
Accès par la route départementale D 928, ancienne route nationale 128.

### Risques majeurs
Le territoire de la commune de Lacourt-Saint-Pierre est vulnérable à différents aléas naturels : météorologiques (tempête, orage, neige, grand froid, canicule ou sécheresse), inondations, mouvements de terrains et séisme (sismicité très faible). Il est également exposé à un risque technologique,  le transport de matières dangereuses. Un site publié par le BRGM permet d'évaluer simplement et rapidement les risques d'un bien localisé soit par son adresse soit par le numéro de sa parcelle.

#### Risques naturels
Certaines parties du territoire communal sont susceptibles d’être affectées par le risque d’inondation par débordement de cours d'eau, notamment le canal de Montech et le ruisseau de Larone. La cartographie des zones inondables en ex-Midi-Pyrénées réalisée dans le cadre du XIe Contrat de plan État-région, visant à informer les citoyens et les décideurs sur le risque d’inondation, est accessible sur le site de la DREAL Occitanie. La commune a été reconnue en état de catastrophe naturelle au titre des dommages causés par les inondations et coulées de boue survenues en 1982, 1996, 1999 et 2006,.
Lacourt-Saint-Pierre est exposée au risque de feu de forêt. Le département de Tarn-et-Garonne présentant toutefois globalement un niveau d’aléa moyen à faible très localisé, aucun Plan départemental de protection des forêts contre les risques d’incendie de forêt (PFCIF) n'a été élaboré. Le débroussaillement aux abords des maisons constitue l’une des meilleures protections pour les particuliers contre le feu,.

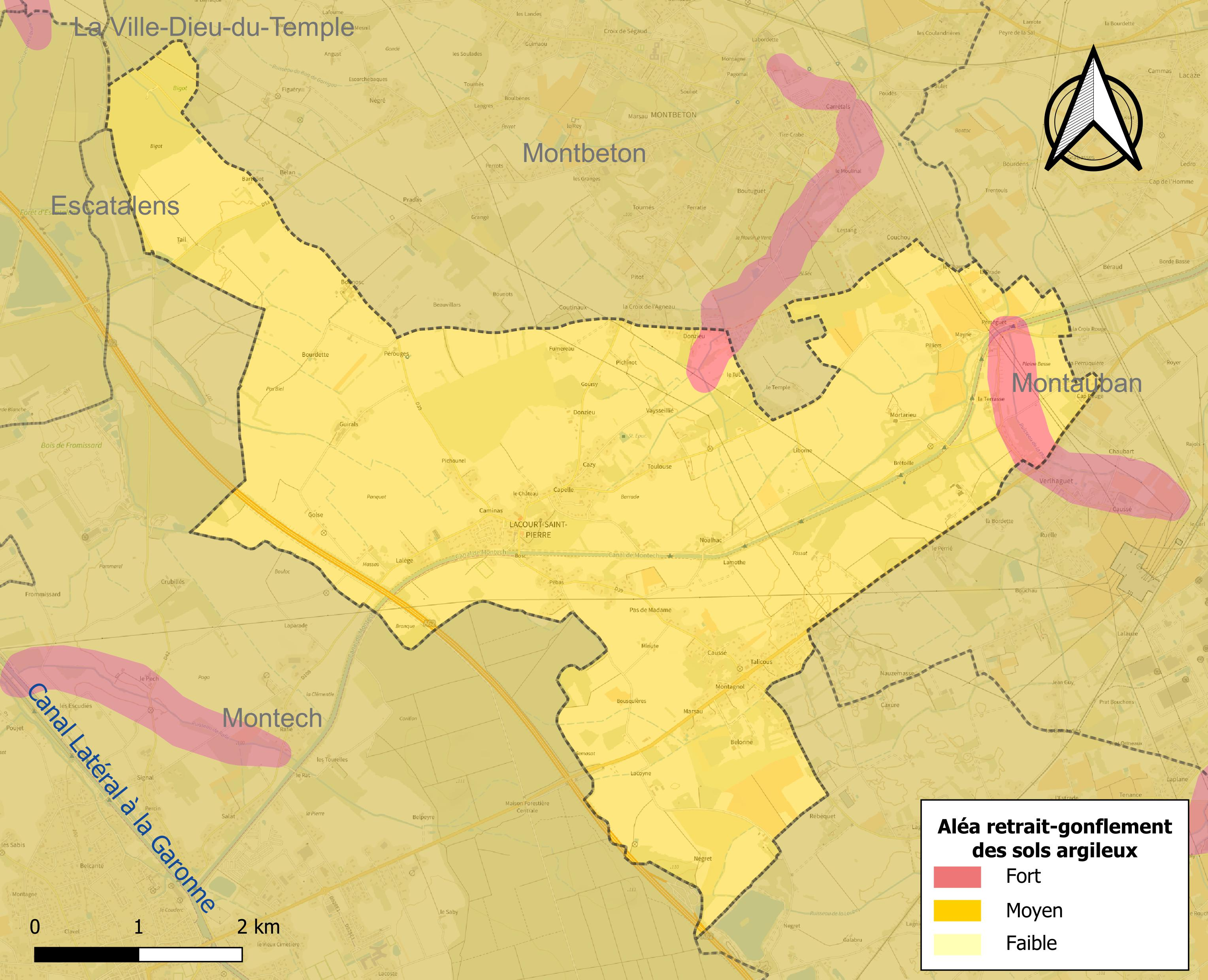
Carte des zones d'aléa retrait-gonflement des sols argileux de Lacourt-Saint-Pierre.

Les mouvements de terrains susceptibles de se produire sur la commune sont des tassements différentiels.
Le retrait-gonflement des sols argileux est susceptible d'engendrer des dommages importants aux bâtiments en cas d’alternance de périodes de sécheresse et de pluie. La totalité de la commune est en aléa moyen ou fort (92 % au niveau départemental et 48,5 % au niveau national). Sur les 477 bâtiments dénombrés sur la commune en 2019, 477 sont en aléa moyen ou fort, soit 100 %, à comparer aux 96 % au niveau départemental et 54 % au niveau national. Une cartographie de l'exposition du territoire national au retrait gonflement des sols argileux est disponible sur le site du BRGM,.
Par ailleurs, afin de mieux appréhender le risque d’affaissement de terrain, l'inventaire national des cavités souterraines permet de localiser celles situées sur la commune.
Concernant les mouvements de terrains, la commune a été reconnue en état de catastrophe naturelle au titre des dommages causés par la sécheresse en 1989, 1991, 1998, 2003, 2011 et 2017 et par des mouvements de terrain en 1999.

#### Risques technologiques
Le risque de transport de matières dangereuses sur la commune est lié à sa traversée par des infrastructures routières ou ferroviaires importantes ou la présence d'une canalisation de transport d'hydrocarbures. Un accident se produisant sur de telles infrastructures est susceptible d’avoir des effets graves sur les biens, les personnes ou l'environnement, selon la nature du matériau transporté. Des dispositions d’urbanisme peuvent être préconisées en conséquence.

## Toponymie
Durant la Révolution, la commune porte le nom de Lacourt.
Ses habitants sont appelés les Lacourtois.

## Histoire
Petite seigneurie aux mains de la famille de Saint-Étienne (capitouls de Toulouse), cette terre est achetée par Jean de Viçose, lieutenant du sénéchal de Montauban à la fin du XVIe siècle. Ses neveux Benjamin, puis Guy de Viçose portent le titre de baron de Lacourt et comptent parmi les grandes familles de Montauban. Ils émigrent en Angleterre peu après la révocation de l'édit de Nantes (1685).

## Politique et administration

### Administration municipale
Le nombre d'habitants au recensement de 2011 étant compris entre 500 et 1 499 habitants, le nombre de membres du conseil municipal pour l'élection de 2014 est de quinze,.

### Rattachements administratifs et électoraux
La commune fait partie du CA du Grand Montauban et du canton de Montech. Avant elle faisait partie de la communauté de communes Garonne et Canal jusqu'au 1er janvier 2017 puis de la communauté de communes Grand Sud Tarn et Garonne jusqu'au 1er janvier 2018.

### Liste des maires
| Période                                  | Période   | Identité          | Étiquette | Qualité |
| ---------------------------------------- | --------- | ----------------- | --------- | ------- |
| Les données manquantes sont à compléter. |           |                   |           |         |
| mars 2001                                | mars 2008 | Bernadette Bon    | SE        |         |
| mars 2008                                | mars 2014 | Denis Lopez       | SE        |         |
| mars 2014                                | En cours  | Françoise Pizzini | DVG       |         |

## Population et société

### Démographie
L'évolution du nombre d'habitants est connue à travers les recensements de la population effectués dans la commune depuis 1793. Pour les communes de moins de 10 000 habitants, une enquête de recensement portant sur toute la population est réalisée tous les cinq ans, les populations de référence des années intermédiaires étant quant à elles estimées par interpolation ou extrapolation. Pour la commune, le premier recensement exhaustif entrant dans le cadre du nouveau dispositif a été réalisé en 2007.

En 2022, la commune comptait 1 265 habitants, en évolution de +7,84 % par rapport à 2016 (Tarn-et-Garonne : +3,12 %, France hors Mayotte : +2,11 %).
| 1793 | 1800 | 1806 | 1821 | 1831 | 1836 | 1841 | 1846 | 1851 |
| ---- | ---- | ---- | ---- | ---- | ---- | ---- | ---- | ---- |
| 387  | 393  | 392  | 413  | 460  | 479  | 512  | 579  | 557  |

| 1856 | 1861 | 1866 | 1872 | 1876 | 1881 | 1886 | 1891 | 1896 |
| ---- | ---- | ---- | ---- | ---- | ---- | ---- | ---- | ---- |
| 534  | 577  | 571  | 566  | 544  | 536  | 565  | 518  | 527  |

| 1901 | 1906 | 1911 | 1921 | 1926 | 1931 | 1936 | 1946 | 1954 |
| ---- | ---- | ---- | ---- | ---- | ---- | ---- | ---- | ---- |
| 532  | 508  | 463  | 404  | 561  | 575  | 530  | 550  | 588  |

| 1962 | 1968 | 1975 | 1982 | 1990 | 1999 | 2006  | 2007  | 2012  |
| ---- | ---- | ---- | ---- | ---- | ---- | ----- | ----- | ----- |
| 636  | 561  | 583  | 665  | 782  | 870  | 1 005 | 1 030 | 1 130 |

| 2017  | 2022  | - | - | - | - | - | - | - |
| ----- | ----- | - | - | - | - | - | - | - |
| 1 201 | 1 265 | - | - | - | - | - | - | - |

| selon la population municipale des années : | 1968 | 1975 | 1982 | 1990 | 1999 | 2006 | 2009 | 2013 |
| Rang de la commune dans le département      | 59   | 64   | 55   | 56   | 49   | 49   | 50   | 48   |
| Nombre de communes du département           | 195  | 195  | 195  | 195  | 195  | 195  | 195  | 195  |

### Enseignement
Lacourt-Saint-Pierre fait partie de l'académie de Toulouse.

### Culture et festivité
Belote, loto,

### Activités sportives
Pétanque, chasse,

## Économie

### Revenus
En 2018, la commune compte 439 ménages fiscaux, regroupant 1 177 personnes. La médiane du revenu disponible par unité de consommation est de 20 940 € (20 140 € dans le département).

### Emploi
|                | 2008  | 2013   | 2018   |
| -------------- | ----- | ------ | ------ |
| Commune        | 6,9 % | 8 %    | 7,6 %  |
| Département    | 8,4 % | 10,2 % | 10,3 % |
| France entière | 8,3 % | 10 %   | 10 %   |

En 2018, la population âgée de 15 à 64 ans s'élève à 769 personnes, parmi lesquelles on compte 76 % d'actifs (68,5 % ayant un emploi et 7,6 % de chômeurs) et 24 % d'inactifs,. Depuis 2008, le taux de chômage communal (au sens du recensement) des 15-64 ans est inférieur à celui de la France et du département.
La commune fait partie de la couronne de l'aire d'attraction de Montauban, du fait qu'au moins 15 % des actifs travaillent dans le pôle,. Elle compte 122 emplois en 2018, contre 101 en 2013 et 141 en 2008. Le nombre d'actifs ayant un emploi résidant dans la commune est de 530, soit un indicateur de concentration d'emploi de 22,9 % et un taux d'activité parmi les 15 ans ou plus de 61,4 %.
Sur ces 530 actifs de 15 ans ou plus ayant un emploi, 79 travaillent dans la commune, soit 15 % des habitants. Pour se rendre au travail, 91,7 % des habitants utilisent un véhicule personnel ou de fonction à quatre roues, 2,1 % les transports en commun, 3 % s'y rendent en deux-roues, à vélo ou à pied et 3,1 % n'ont pas besoin de transport (travail au domicile).

### Activités hors agriculture

#### Secteurs d'activités
86 établissements sont implantés  à Lacourt-Saint-Pierre au 31 décembre 2019. Le tableau ci-dessous en détaille le nombre par secteur d'activité et compare les ratios avec ceux du département,.
| Secteur d'activité                                                                                        | Commune | Commune | Département |
| Secteur d'activité                                                                                        | Nombre  | %       | %           |
| --- | ------- | ------- | ----------- |
| Ensemble                                                                                                  | 86      | 100 %   | (100 %)     |
| Industrie manufacturière, industries extractives et autres                                                | 7       | 8,1 %   | (9,6 %)     |
| Construction                                                                                              | 24      | 27,9 %  | (14,9 %)    |
| Commerce de gros et de détail, transports, hébergement et restauration                                    | 15      | 17,4 %  | (29,7 %)    |
| Information et communication                                                                              | 1       | 1,2 %   | (1,9 %)     |
| Activités financières et d'assurance                                                                      | 1       | 1,2 %   | (3,4 %)     |
| Activités immobilières                                                                                    | 2       | 2,3 %   | (3,3 %)     |
| Activités spécialisées, scientifiques et techniques et activités de services administratifs et de soutien | 24      | 27,9 %  | (14,1 %)    |
| Administration publique, enseignement, santé humaine et action sociale                                    | 5       | 5,8 %   | (13,6 %)    |
| Autres activités de services                                                                              | 7       | 8,1 %   | (9,3 %)     |

Le secteur des activités spécialisées, scientifiques et techniques et des activités de services administratifs et de soutien est prépondérant sur la commune puisqu'il représente 27,9 % du nombre total d'établissements de la commune (24 sur les 86 entreprises implantées  à Lacourt-Saint-Pierre), contre 14,1 % au niveau départemental.

#### Entreprises et commerces
L'entreprise ayant son siège social sur le territoire communal qui génère le plus de chiffre d'affaires en 2020 est : 
- Fernandez Manie Bois, fabrication de charpentes et d'autres menuiseries (156 k€)

### Agriculture
La commune est dans les « Vallées et Terrasses », une petite région agricole occupant le centre et une bande d'est en ouest  du département de Tarn-et-Garonne. En 2020, l'orientation technico-économique de l'agriculture  sur la commune est la polyculture et/ou le polyélevage.
|               | 1988 | 2000 | 2010 | 2020 |
| ------------- | ---- | ---- | ---- | ---- |
| Exploitations | 47   | 39   | 29   | 21   |
| SAU (ha)      | 795  | 755  | 754  | 592  |

Le nombre d'exploitations agricoles en activité et ayant leur siège dans la commune est passé de 47 lors du recensement agricole de 1988  à 39 en 2000 puis à 29 en 2010 et enfin à 21 en 2020, soit une baisse de 55 % en 32 ans. Le même mouvement est observé à l'échelle du département qui a perdu pendant cette période 57 % de ses exploitations,. La surface agricole utilisée sur la commune a également diminué, passant de 795 ha en 1988 à 592 ha en 2020. Parallèlement la surface agricole utilisée moyenne par exploitation a augmenté, passant de 17 à 28 ha.

## Culture locale et patrimoine

### Lieux et monuments

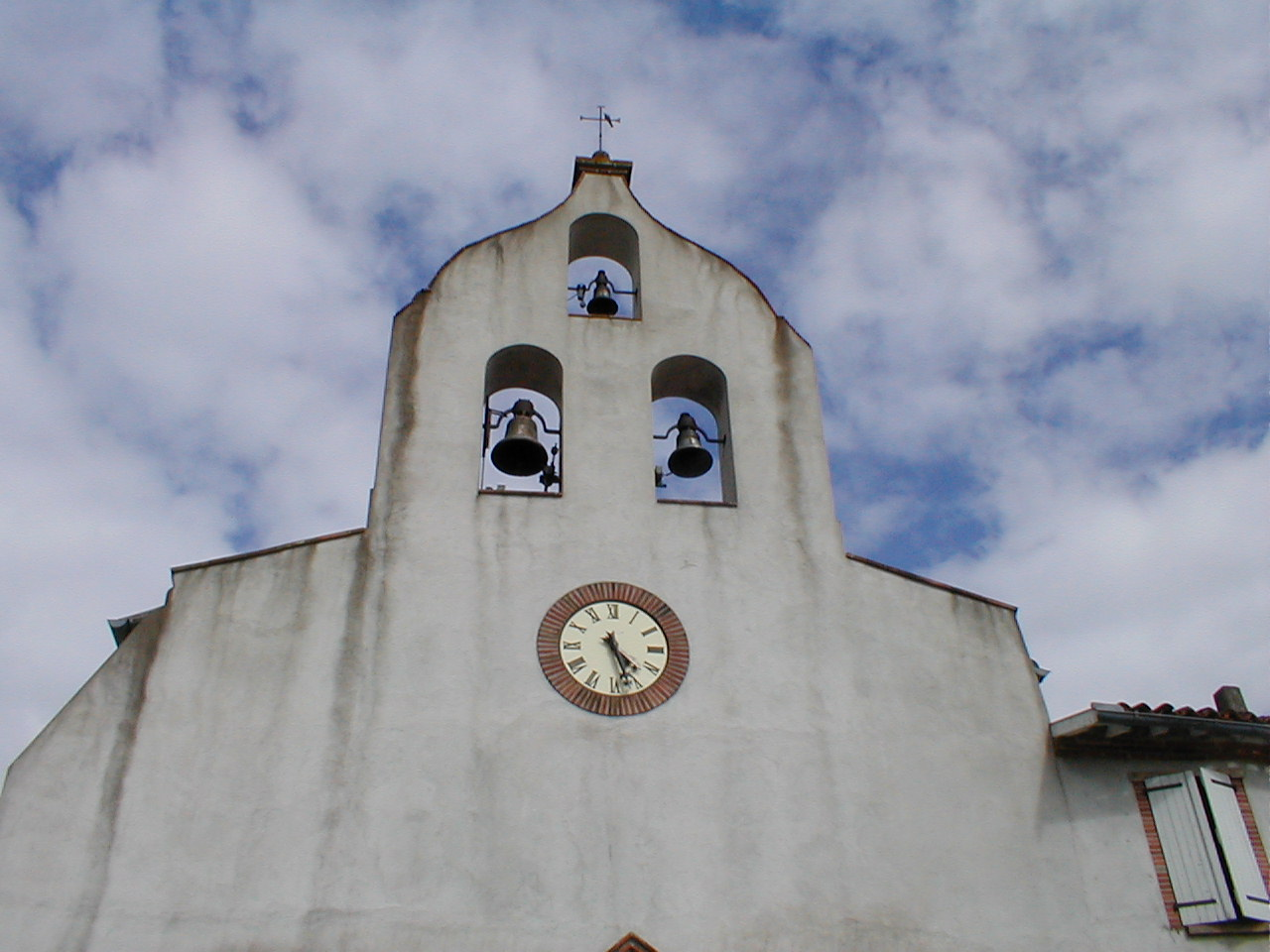
Clocher de l'église de Lacourt-Saint-Pierre.

- Château de Verlhaget, château inscrit au titre des monuments historiques depuis 1979[44].
- Église Saint-Pierre de Lacourt-Saint-Pierre.

### Personnalités liées à la commune
- Georges Caussanel né le 13 août 1924, résistant[45].

### Héraldique
| Blason de Lacourt-Saint-Pierre | Blason  | Écartelé: au 1er d'azur au château de trois tours d'argent, ouvert, ajouré et maçonné de sable, au 2e d'argent à deux bandes de gueules et à la clé contournée d'or, posée en barre et brochant sur le tout, au 3e de gueules à la bande d'argent et à la croix cléchée et pommetée de douze pièces d'or, brochant sur le tout, au 4e d'azur au lion d'argent. |
| Blason de Lacourt-Saint-Pierre | Détails | Le statut officiel du blason reste à déterminer. |